# Комарівська сільська рада (Теплицький район)
| Комарівська сільська рада — колишній орган місцевого самоврядування у Теплицькому районі Вінницької області з адміністративним центром у с. Комарівка. Сільській раді були підпорядковані населені пункти: - с. Комарівка - с. Іванів - с-ще Розкошівка - с. Шевченківка |

## Склад ради
Рада складалася з 12 депутатів та голови.

## Керівний склад сільської ради
| ПІБ                                   | Основні відомості                                                                       | Дата обрання | Дата звільнення |
| ------------------------------------- | --------------------------------------------------------------------------------------- | ------------ | --------------- |
| Прокопенко Петро Степанович           | Сільський голова, 1959 року народження, освіта, безпартійний                            | 26.03.2006   | 31.10.2010      |
| Прокопенко Петро Степанович           | Сільський голова, 1959 року народження, освіта середня спеціальна, член Партії регіонів | 2010         | 2015            |
| ВОЛКОВІНСЬКИЙ ОЛЕКСАНДР ВОЛОДИМИРОВИЧ | Сільський голова                                                                        | 2015         | 2020            |

Примітка: таблиця складена за даними джерела